# Josip Belušić
Giuseppe Bellussich (in croato Josip Belušić; Zupanici, 12 marzo 1847 – Trieste, 8 gennaio 1905) è stato un inventore e professore di fisica e matematica austro-ungarico.
Nato nell'attuale territorio della Croazia nel periodo della monarchia asburgica, Bellussich fu istruito tra Pisino e Capodistria. Completò i suoi studi a Vienna, e fu professore a Capodistria e Castelnuovo, nei pressi di Trieste. Bellussich è principalmente ricordato per la sua invenzione del tachimetro, che egli brevettò nel 1888 e presentò al mondo nel 1889, durante l'Esposizione universale di Parigi, dopo aver effettuato due esperimenti tra l'Istria e Trieste nel 1887 e 1889.

## Biografia
Bellussich nacque nelle vicinanze di Albona, in Istria, e crebbe nel piccolo paese di Županići, un villaggio ai margini dell'ex Impero austriaco. Fu professore a Capodistria presso la scuola imperiale. Bellussich presentò la sua invenzione all'Esposizione universale di Parigi del 1889, in occasione della quale fu costruita la Torre Eiffel. Belušić chiamò originariamente il suo apparecchio "Velocimeter". Tuttavia, esso fu ribattezzato "Controllore automatico per vetture" in occasione della sua presentazione all'Esposizione universale. Nell'anno dell'Esposizione universale di Parigi, il comune della capitale francese annunciò una gara d'appalto per la scelta del miglior dispositivo per monitorare i servizi di trasporto locali, e il velocimeter di Bellussich fu scelto poiché si dimostrò l'apparecchio più preciso. Nel giugno del 1890, l'Accademia francese degli inventori elogiò Bellussich e gli conferì un diploma e una medaglia d'oro, dichiarandolo anche membro onorario. Il dispositivo di Bellussich misurava la velocità, la durata del viaggio, il numero di passeggeri e il tempo di uscita e di entrata dei passeggeri. Bellussich fu istruito a Pisino. Furono i parroci pisinoti a notare per primi il suo talento per le scienze naturali. Bellussich continuò i suoi studi a Vienna. Non sappiamo con certezza che fine abbia fatto l'inventore, che morì a Trieste l'8 gennaio 1905.